# Vaubexy
Vaubexy is een gemeente in het Franse departement Vosges (regio Grand Est) en telt 114 inwoners (2005). De plaats maakt deel uit van het arrondissement Épinal.

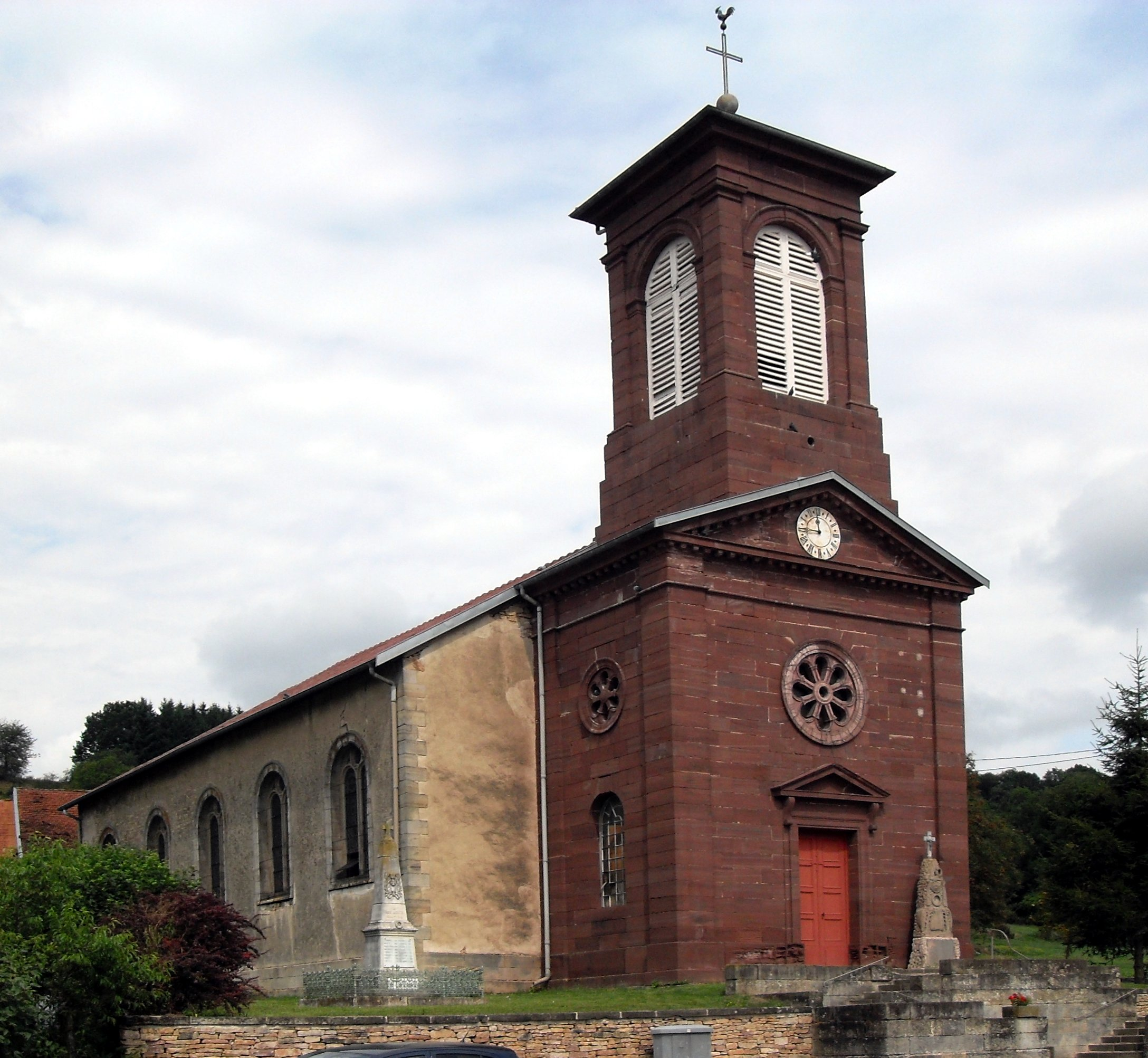
Kerk van de geboorteaankondiging van St. Vierge
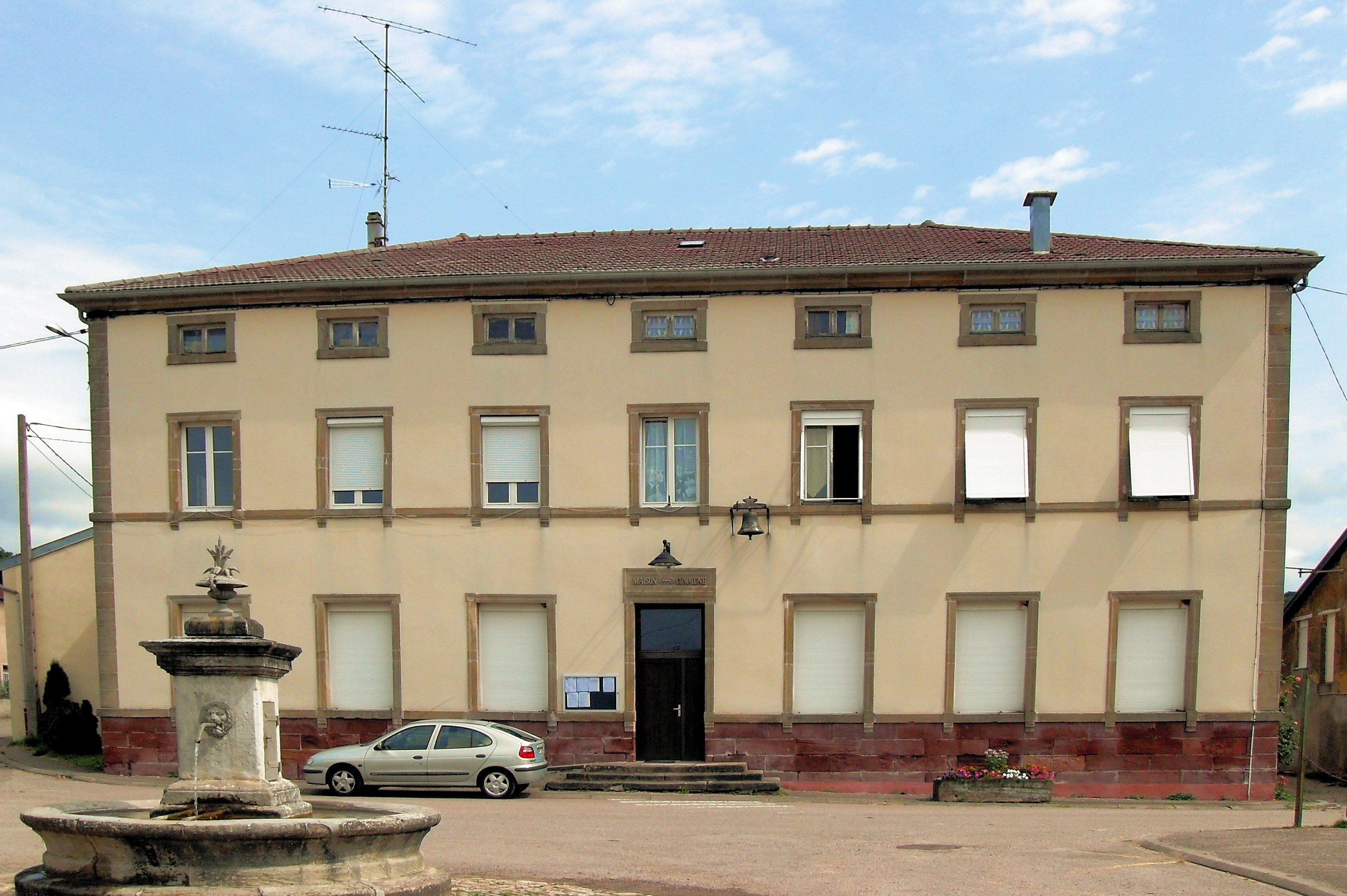
Gemeentehuis

## Geografie
De oppervlakte van Vaubexy bedraagt 6,7 km², de bevolkingsdichtheid is 17,0 inwoners per km².
De onderstaande kaart toont de ligging van Vaubexy met de belangrijkste infrastructuur en aangrenzende gemeenten.

## Demografie
Onderstaande figuur toont het verloop van het inwonertal (bron: INSEE-tellingen).